# Test Icicles
 Test Icicles fue una banda de rock de corta duración que se formó en Inglaterra, principalmente influenciada por el post-hardcore, el dance-punk y el indie rock, pero que contenía elementos musicales de una variedad de géneros (en particular, dance, hip hop, crossover thrash y punk). La banda fue formada en 2004 por Rory Attwell y Sam Mehran, a quienes luego se les unió Dev Hynes. Hynes y Mehran tenían 18 años cuando se formó la banda. Desde entonces, el grupo se ha vuelto notable debido al éxito posterior de sus miembros.

## Historia
Antes de formar la banda, Atwell, Hynes y Mehran (todos los cuales compartían deberes vocales y de guitarra) se habían conocido a través de amigos en común. La preferencia del trío por los mismos locales nocturnos (como el club nocturno Afterskool, en Londres) también llevó a encuentros frecuentes. Inicialmente, la banda se formó bajo el apodo de Balls con Ferry Gouw, quien poco después pasó a formar Semifinalists, efectivamente en el papel que finalmente ocupó Hynes. Gouw dejó la banda para un viaje prolongado a Indonesia, momento en el que Attwell y Mehran reclutaron a Hynes y cambiaron el nombre de la banda a Test Icicles, el nuevo nombre de la banda también fue una sugerencia de Gouw.
Los tres miembros del grupo estuvieron involucrados en numerosos proyectos musicales de corta duración antes de la formación de Test Icicles.

## Ruptura
En febrero de 2006, la banda anunció que se separaban.
El 26 de abril de 2006, la banda lanzó Dig Your Own Grave, un EP que pretendía ser una despedida de la banda. Contó con un CD con remixes y temas inéditos, y un DVD con los videos musicales de la banda.

## Proyectos posteriores
Después de que la banda se separó, los miembros individuales continuaron activos, involucrándose en una serie de proyectos paralelos entre ellos.
Se cree que Mehran se mudó de regreso a Estados Unidos después de la separación y afirmó haber sido visto trabajando en una tienda de discos en Nueva York.
En julio de 2018, Mehran fue encontrado muerto en su casa de Hollywood debido a un suicidio, justo después de terminar de trabajar en un álbum en solitario planeado. Hynes le rindió homenaje en Instagram y dijo: “Cada vez que estaba contigo volvíamos a tener 17 años. Fuiste un gran regalo para este mundo. El suelo se ha ido y no sé dónde pararme. RIP."

## Discografía
- 2005: For Screening Purposes Only